# I Am Not Your Negro
I Am Not Your Negro è un documentario del 2016 diretto da Raoul Peck candidato al premio Oscar al miglior documentario.